# Pyton zielony
Pyton zielony (Morelia viridis) – gatunek nadrzewnego węża z rodziny pytonów (Pythonidae).

## Opis
Średniej wielkości dusiciel o zielonym ubarwieniu.
WymiaryOkoło 120–190 cm, maks. ok. 250 cm
Występowanie i biotop:Pytony zielone zamieszkują lasy deszczowe Nowej Gwinei, otaczające wyspy będące częścią Indonezji (w tym Wyspy Aru) oraz północno-wschodnią Australię (północno-wschodnia część półwyspu Jork). Ich populacja rozwinęła się na niewielkiej części globu, przez co zwierzęta te wymagają specyficznych warunków, które zapewnia im klimat tamtejszego regionu. W Indonezji panuje klimat charakterystyczny dla stref równikowych (bardzo wilgotny). Centralna część Kalimantanu i Małych Wysp Sundajskich ma klimat podrównikowy. Można wyróżnić dwie pory roku: suchą i deszczową. Od kwietnia do października panuje okres ciepły i suchy. Od listopada do marca na terenie Indonezji wieje północny monsun znad Chin i Pacyfiku, a od maja do września monsun południowy znad Australii i Oceanu Indyjskiego. Cały kraj wyróżnia się wysokimi temperaturami, chłodniej jest w górach Indonezji. Pytony zielone zamieszkują głównie obszary lasów tropikalnych oraz ich obrzeża, rzadko spotyka się je na obszarach bagien i lasów nizinnych. Tereny te charakteryzują się dużym zacienieniem, a jedynie w wyższych partiach Papui na wysokościach sięgających do 2000 m można je spotkać w lasach nasłonecznionych i jest to prawdopodobnie związane z koniecznością wygrzania się po chłodnych nocach oraz większą liczbą potencjalnych ofiar występujących na tym terenie. Średnia temperatura powietrza wynosi 25–28 °C na nizinach, 19 °C w górach oraz 21–23 °C na wyżynach. W najcieplejszym okresie, czyli maju temperatura wynosi ponad 31 °C, w najchłodniejszym, czyli lutym może dochodzić nawet do 30 °C. Inaczej jest w przypadku opadów deszczu, w lutym jest ich najwięcej, z kolei w okresie letnim najmniej. Wilgotność powietrza utrzymuje się w okolicach 80%. Większość obszarów praktycznie nie ma pory suchej, a opady ulegają niewielkiemu ograniczeniu. Częste są gwałtowne wieczorne burze. Pyton zielony jest gatunkiem nadrzewnym i większą część dnia spędza w wysokich zacienionych partiach drzew zwinięty na gałęzi z głową ułożoną między splotami swojego ciała. Na obszarach górskich, gdzie notowane są niższe temperatury, można spotkać je wygrzewające się na słońcu. Zazwyczaj przebywają na wysokości od 3 do 4 m, można jednak spotkać je na wysokości do 18 m, a czasem także na ziemi.

### Pożywienie
Pyton zielony jest doskonałym nocnym myśliwym, wykorzystując sensory ciepła na swojej szczęce z łatwością lokalizuje stałocieplną zdobycz. W ciągu nocy polują na wysokości ok. 30 cm, zwinięte w charakterystyczne „S”. Często wybierają te same miejsca zarówno do polowania w nocy, jak i odpoczynku w ciągu dnia. Samice można spotkać również polujące w ciągu dnia, jest to prawdopodobnie związane z przygotowaniem do okresu rozrodczego. Podczas polowania często poruszają końcówką ogona, aby zainteresować ciekawskie gryzonie oraz ptaki, które zbliżają się na odległość wystarczającą do ataku.
ZachowanieAktywny w nocy.

## Ochrona
Gatunek chroniony międzynarodową konwencją CITES (załącznik II) oraz odpowiednimi przepisami Unii Europejskiej. Zgodnie z ustawą o ochronie przyrody wymaga rejestracji.